# Ese Ukpeseraye

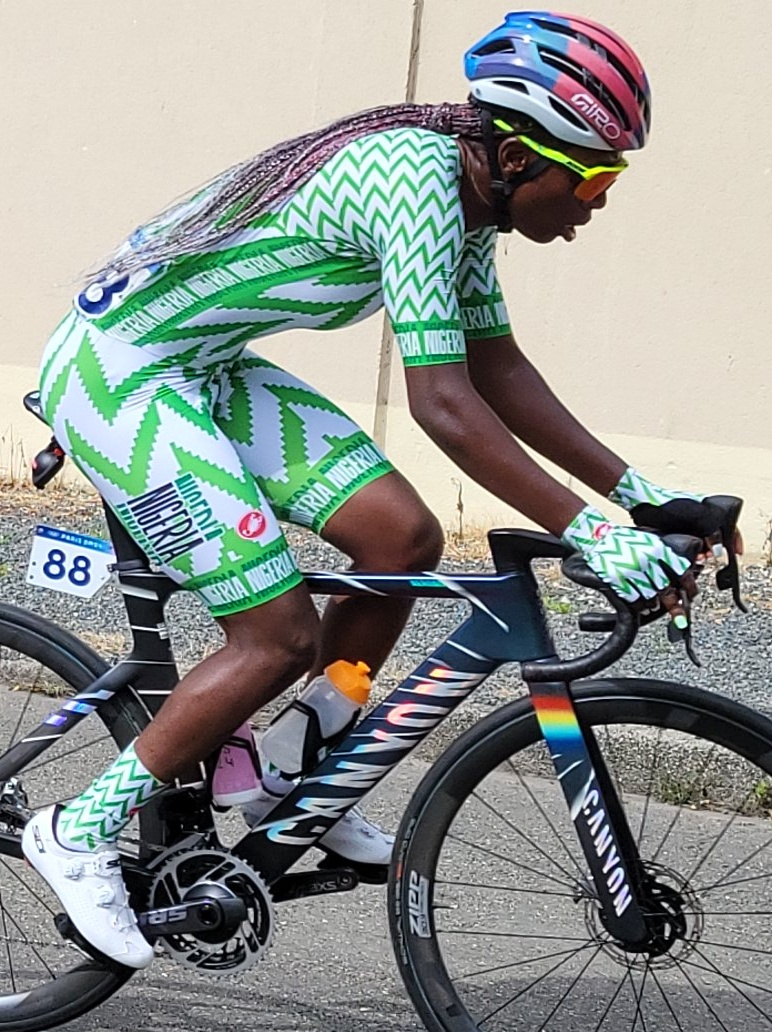
Ukpeseraye in de wegwedstrijd op de Olympische Spelen van 2024.

Ese Lovina Ukpeseraye (21 maart 1999) is een Nigeriaans weg- en baanwielrenster.

## Carrière
Op de baan haalde Ukpeseraye meerdere continentale titels. Op het kampioenschap van 2022, dat in haar eigen land werd gehouden, won ze vier gouden medailles.
In februari 2023 werd Ukpeseraye continentaal kampioene op de weg, voor Awa Bamogo en Lucie de Marigny-Lagesse. In mei van dat jaar werd ze ook nationaal kampioene. Later dat jaar nam ze deel aan de wegwedstrijd op het wereldkampioenschap in Glasgow, waar ze de finish niet haalde.
In 2024 maakte Ukpeseraye  de overstap naar de opleidingsploeg van Canyon//SRAM Racing. Ze werd dat jaar de eerste Nigeriaanse wielrenster die deelnam aan de Olympische Spelen. In Parijs nam ze deel aan zowel de wegwedstrijd als de keirin en de sprint op de baan. Omdat ze aanvankelijk alleen aan de wegwedstrijd deel zou deelnemen, had ze geen baanfiets bij zich. Ze kreeg een fiets van de Duitse wielerbond te leen, waardoor ze alsnog aan de baanonderdelen deel kon nemen. Later dat jaar kon ze haar continentale titel op de weg om logistieke redenen niet verdedigen.

## Wegwielrennen

### Overwinningen
2023
 Afrikaans kampioene op de weg, Elite
 Nigeriaans kampioene op de weg, Elite

### Resultaten in voornaamste wedstrijden
| Jaar |  | WK op de weg |
| ---- |  | ------------ |
| 2023 |  | opgave       |

## Ploegen
- 2024 –  CANYON//SRAM Generation
- 2025 –  CANYON//SRAM zondacrypto Generation